# James Heckman
James Joseph Heckman (sinh ngày 19 tháng 4 năm 1944) là một người nhà kinh tế và người đoạt giải Nobel quốc tịch Hoa Kỳ. Ông là GIáo sư kinh tế xuất sắc mang tên Henry Schultz tại Đại học Chicago, giáo sư khoa học và xã hội tại Đại học College Dublin và là thành viên nghiên cứu cao cấp tại American Bar Foundation.
Heckman chia sẻ giải Nobel Kinh tế năm 2000 cùng với Daniel McFadden cho công trình tiên phong trong kinh tế lượng và kinh tế học vi mô. Ông được coi là một trong mười nhà kinh tế có ảnh hưởng nhất thế giới.

## Tiểu sử
Heckman sinh ra tại Chicago, Illinois, cha mẹ ông là John Jacob Heckman và Bernice Irene Medley. Heckman nhận bằng cử nhân toán học tại Đại học Colorado, và bằng tiến sĩ tại Đại học Princeton về kinh tế năm 1971. Sau đó ông là phó giáo sư tại Đại học Columbia trước khi chuyển tới Đại học Chicago năm 1973. Ngoài vị trí giáo sư kinh tế xuất sắc mang tên Henry B. Schultz ông cũng là giám đốc Trung tâm nghiên cứu kinh tế và Trung tâm đánh giá chương trình xã hội tại Trường chính sách công mang tên Irving B. Harris. Năm 2004, ông được bổ nhiệm làm Chủ tịch xuất sắc về kinh tế lượng vi mô tại Đại học London. Tháng 6 năm 2006, ông được bổ nhiệm làm giáo sư khoa học và xã hội tại Đại học College Dublin. Heckman cũng là thành viên nghiên cứu cao cấp tại American Bar Foundation.
Heckman kết hôn với nhà xã hội học Lynne Pettler-Heckman, hai vợ chồng ông có hai người con; con trai là Jonathan (sinh năm 1982) là một nhà vật lý và con gái Alma (sinh năm 1986), một học giả Fulbright.
Con trai của ông là Jonathan Heckman, đã kết hôn với Darlyn Pirakitikulr năm 2009.

## Liên kết
- Interview with James J. Heckman in The Region, Minneapolis Federal Reserve Bank, 2005 Lưu trữ ngày 28 tháng 2 năm 2008 tại Wayback Machine
- Interview with James Heckman on the economic arguments for investing in the health of our children's learning
- James J. Heckman's Homepage at the University of Chicago
- More information on James J. Heckman's current work
- IDEAS/RePEc
- James Heckman: In early childhood education, ‘Quality really matters.’ Phone interview with the Washington Post
- James J. Heckman (1944–). Library of Economics and Liberty (ấn bản thứ 2). Liberty Fund. 2008. {{Chú thích sách}}: Đã bỏ qua |work= (trợ giúp)